# Мильянико
Мильянико (итал. Miglianico) — коммуна в Италии, расположена в регионе Абруццо, подчиняется административному центру Кьети.
Население составляет 4556 человек, плотность населения составляет 205 чел./км². Занимает площадь 22 км². Почтовый индекс — 66010. Телефонный код — 0871.
Покровителем коммуны почитается святой великомученик Пантелеимон. Праздник ежегодно празднуется 27 июля.